# Мустаккьо, Маттия
Маттия Мустаккьо (итал. Mattia Mustacchio; род. 17 мая 1989, Кьяри, Ломбардия) — итальянский футболист, нападающий клуба «Алессандрия».

## Карьера
Маттия Мустаккьо выступал за молодёжную команду «Брешиа». В январе 2008 года он перешёл в «Сампдорию» по собственному желанию, с которой выиграл Кубок Италии, завоевав его 10 апреля 2008 года в игре против «Аталанты».
В сезоне 2008/09 он дебютировал в основном составе под номером 25. 29 января 2009 года он вышел на поле на 90 минуте матча «Сампдория» — «Лацио» (3:1), заменив Клаудио Беллуччи. 26 февраля 2009 года дебютировал в еврокубках в рамках 1/16 Кубка УЕФА, сыграв против харьковского «Металлиста».

## Сборная
Мустаккьо сыграл в двух играх отборочного этапа чемпионата Европы до 17 лет в 2006 году против Румынии и Англии
В 2009 Мустаккьо, со сборной до 20 лет, участвовал в XVI Средиземноморских играх, где забил 3 гола: два Греции и один Испании в финале.
12 августа того же года он дебютировал в составе сборной до 21 года, во главе с Пьерлуиджи Казираги, выйдя во втором тайме товарищеского матча Россия — Италия (3:2), который состоялся в Санкт-Петербурге.
Затем он участвовал в молодёжном чемпионате мира в Египте, где в 1/8 финала он оформил дубль в ворота Испании. Несмотря на то, что сборная Италии была вылетела на стадии четвертьфинала, Мустаккьо вошёл в список 10 сильнейших игроков мира, претендующих на награду Золотой мяч
7 сентября 2010 года он забил свой первый гол за сборную до 21 года в матче против Уэльса (1:0).